# 카를로스 코레아
카를로스 하비에르 코레아 오펜하이머 (Carlos Javier Correa Oppenheimer, 1994년 9월 22일 ~ )는 푸에르토리코 출신의 메이저 리그에 속한 미네소타 트윈스의 유격수이다. 한때 최장신(193CM) 유격수 타이 기록을 보유했지만 뒷날 오닐 크루즈(201CM)에 의해 갱신됐다.
1. ↑  임보미 (2022년 8월 26일). “MLB 강타한 시속 197km ‘크루즈 미사일’”. 동아일보. 2022년 9월 1일에 확인함.